# Liudian (socken i Kina, lat 34,87, long 114,61)
Liudian (kinesiska: 刘店, 刘店乡) är en socken i Kina. Den ligger i provinsen Henan, i den centrala delen av landet, omkring 89 kilometer öster om provinshuvudstaden Zhengzhou.
Genomsnittlig årsnederbörd är 702 millimeter. Den regnigaste månaden är juli, med i genomsnitt 190 mm nederbörd, och den torraste är januari, med 5 mm nederbörd.